# Capheris abrupta
Capheris abrupta es una especie de araña del género Capheris, familia Zodariidae. Fue descrita científicamente por Jocqué en 2009.
Habita en Sudáfrica.